# Storia degli ebrei in Scozia

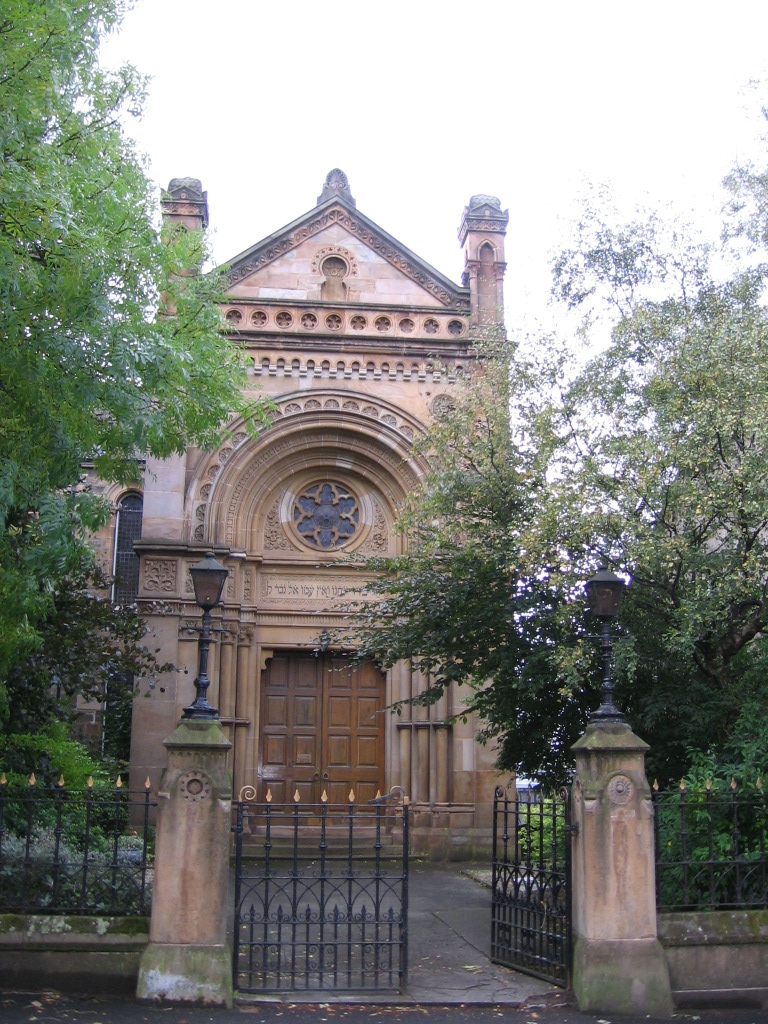
Sinagoga Garnethill di Glasgow

La storia degli ebrei in Scozia risale almeno al XVII secolo. Non si sa quando gli ebrei arrivarono per la prima volta in Scozia, poiché i primi riferimenti storici affidabili indicano che la prima presenza di ebrei in Scozia risale alla fine del XVII secolo. La maggior parte degli ebrei in Scozia oggi sono ashkenaziti che si stabilirono prima a Edimburgo e poi a Glasgow a metà del XIX secolo.
Secondo il censimento del 2011, ci sono circa 5.887 ebrei che vivono in Scozia; Una diminuzione dell'8,7% rispetto al censimento del 2001. La popolazione della Scozia a quel tempo era di 5.313.600, quindi la proporzione di ebrei scozzesi sulla popolazione totale è dello 0,1%.

## Dal Medioevo all'unione con l'Inghilterra
Ci sono poche prove della presenza di ebrei nella Scozia medievale. Nel 1180, il vescovo di Glasgow proibì agli uomini di chiesa di scambiare qualsiasi carità ricevuta con denaro preso in prestito dagli ebrei. Questa azione avvenne in un momento in cui scoppiarono rivolte antiebraiche in Inghilterra, quindi è possibile che gli ebrei arrivassero in Scozia come rifugiati, oppure potrebbe riferirsi agli ebrei residenti in Inghilterra dai quali gli scozzesi stavano prendendo in prestito denaro.
Nel Medioevo, la maggior parte del commercio della Scozia era con il continente europeo, poiché la lana dei monasteri di frontiera era la principale esportazione del paese verso le Fiandre e i Paesi Bassi. I mercanti scozzesi di Aberdeen e Dundee avevano stretti legami commerciali con i porti baltici della Polonia e della Lituania. Quindi, è possibile che gli ebrei siano venuti in Scozia per fare affari con le loro controparti scozzesi, sebbene non ci siano prove dirette di ciò.
L'autore Henry Mackenzie ipotizzò alla fine del XVIII secolo che l'alta proporzione di nomi di luoghi biblici intorno al villaggio di Morningside vicino a Edimburgo potesse indicare che gli ebrei si stabilirono in quella zona durante il Medioevo. Tuttavia, questa credenza si è dimostrata errata, poiché l'origine dei nomi è invece dovuta alla presenza di una fattoria locale chiamata Egypt in documenti storici del XVI secolo e si ritiene che indichi la presenza di uno zingaro.

## Il periodo tra il XVII e il XIX secolo
Sembra che la maggior parte dell'immigrazione ebraica sia avvenuta dopo la fase di industrializzazione e dopo l'anno 1707, periodo in cui gli ebrei scozzesi erano soggetti a varie leggi antiebraiche applicate a tutta la Gran Bretagna. Oliver Cromwell riportò gli ebrei nel Commonwealth d'Inghilterra nel 1656, e ebbe l'effetto di consentire loro di risiedere a nord della frontiera. La Scozia era sotto la giurisdizione della legge ebraica, approvata nel 1753 ma abrogata l'anno successivo. Levi Myers fu il primo laureato dell'Università di Glasgow noto a tutti come ebreo nel 1787. Gli studenti scozzesi, a differenza dei loro contemporanei inglesi, non erano obbligati a prestare giuramento religioso.
Nel 1795 Hermann Lyons, dentista e podologo, acquistò un cimitero. Hermann ha le sue origini a Mugendorf, in Germania. Da Mugendorf partì intorno al 1764 e trascorse un po 'di tempo nei Paesi Bassi prima di arrivare a Londra. Si trasferì in Scozia nel 1788. L'esistenza della sepoltura su Calton Hill non è più evidente, ma è contrassegnata sulla mappa del censimento del 1852 come Jewish Burial Vault.
La prima congregazione ebraica fu fondata a Edimburgo nel 1816, quando la comunità di Edimburgo era composta da 20 famiglie. La prima congregazione è stata fondata a Glasgow nel 1821 e la Congregazione Arbidine nel 1893. Il cimitero ebraico di Dundee presume che gli ebrei siano stati in città dal XIX secolo.
Isal Cohen, un cappellaio con sede a Glasgow, fu riconosciuto come Burgess of the City (una persona con autorità e privilegi commerciali) il 22 settembre 1812. Joseph Levy, un mercante di piume e vittima del colera, fu il primo ad essere sepolto nel cimitero di Glasgow il 12 settembre 1832. Questo è avvenuto un anno prima dell'inaugurazione ufficiale del cimitero, parte del quale era stato precedentemente venduto agli ebrei per cento sterline. Nato a Glasgow, Asher Asher (1837-1889) fu il primo ebreo scozzese a entrare nella professione medica. Asher fu l'autore del famoso "The Jewish Rites of Circumcision" nel 1873.
Per evitare persecuzioni e pogrom nell'impero russo, gli ebrei si stabilirono nelle principali città della Gran Bretagna, compresa la Scozia, e specialmente a Glasgow (nella parte più povera della città, i Gurbal, insieme agli immigrati irlandesi e italiani). Una piccola comunità ha sede a Edimburgo e piccoli gruppi a Dundee, Aberdeen, Greenock e Ayr. Gli ebrei dell'ovest dell'impero, in particolare dalla Polonia e dalla Lituania, usarono la Scozia come scalo durante il loro viaggio verso il Nord America. Questo spiega perché Glasgow era la loro località preferita. Tuttavia, coloro che non sono stati in grado di risparmiare i soldi per il volo transatlantico sono finiti per stabilirsi in città. Nel 1897, dopo l'afflusso, la popolazione ebraica di Glasgow era di quattromila.

## I secoli XX e XXI
L'emigrazione continuò nel XX secolo, quando il numero degli immigrati nel 1901 raggiunse i 9.000 ebrei e nel 1911 i 12.000. Immigrati dalla Germania nazista e fuggitivi dalla seconda guerra mondiale aumentarono la comunità ebraica, che a metà del XX secolo era stimata in ventimila ebrei. In confronto, la popolazione ebraica del Regno Unito ha raggiunto mezzo milione di persone, ma ora quel numero si è dimezzato.
La pratica religiosa ebraica in Scozia ha continuato a diminuire, poiché la maggior parte dei giovani ebrei è diventata laica o si è sposata con altre religioni. Gli ebrei scozzesi emigrarono in gran numero in Inghilterra, Stati Uniti, Canada, Australia e Nuova Zelanda per motivi economici proprio come fecero gli altri scozzesi. Secondo il censimento del 2001, 6.448 ebrei vivono in Scozia. Secondo il censimento del 2011, 5.887 ebrei vivono in Scozia, una diminuzione stimata dell'8,7% rispetto al 2001. La maggior parte degli ebrei vive a Glasgow (4.249 persone) e ci sono un numero minore a Edimburgo (934 persone) e Dundee. La popolazione ebraica della Scozia è rimasta prevalentemente urbana. Circa il 25% della popolazione ebraica della Scozia vive nel sobborgo di Glasgow di Newtown Mearns.
Nel marzo 2008, Brian Wilton ha progettato un tartan ebraico per il rabbino Habad Mendel Jacobs, ed è stato approvato dalla Scottish Crab Authority. I colori dei tartan erano blu, bianco, argento, rosso e oro. Secondo Jacobs: "Il bianco e il blu rappresentano le bandiere di Scozia e Israele, l'oro rappresenta l'oro nella tenda biblica, l'Arca dell'alleanza e i numerosi vasi rituali, l'argento ritorna alle decorazioni del rotolo della legge, e il rosso rappresenta il tradizionale vino rosso Qiddush".

## Nella cultura popolare
- The Credit Draper - Un romanzo di J. David Simons. Storia di fantasia di un giovane rifugiato ebreo russo, Avram Escovitz, cresciuto nei Gorbals a Glasgow, prima di andare a lavorare nelle Highlands. Dello stesso autore, The Liberation of Celia Kahn, un romanzo che racconta la storia di una giovane ragazza ebrea Gorbals inizio xx° secolo, diventando militante socialista e femminista.
- The Fabulous Bagel Boys - fiction televisiva del canale televisivo della BBC ambientato nella comunità ebraica di Glasgow. Doveva essere l'inizio di una serie ma è stato interrotto a seguito di una tiepida accoglienza.[8]
- Rooms - commedia musicale che racconta la storia di un gruppo musicale di Glasgow e dei suoi due membri: una ragazza ebrea e il suo amante cattolico.